# Кнешке Равне
Кнешке Равне (на словенски: Kneške Ravne) е село в Словения, регион Горишка, община Толмин. Според Националната статистическа служба на Република Словения през 2015 г. селото има 10 жители.